# Rendimento luminoso
Rendimento luminoso ou eficiência luminosa é um indicador de eficiência utilizado para avaliar o rendimento da conversão de energia em luz por uma determinada fonte luminosa. É um indicador de mérito que consiste na avaliação do rácio entre o fluxo luminoso (em lumens) e a potência (geralmente medida em watts). Dependendo do contexto, a potência pode ser o fluxo radiante da fonte ou a energia eléctrica consumida pela fonte.